# Phigalia djakenovi
Phigalia djakenovi là một loài bướm đêm trong họ Geometridae.